# Christian Haas
Christian Haas (ur. 22 sierpnia 1958 w Norymberdze) – niemiecki lekkoatleta, sprinter, halowy mistrz Europy, dwukrotny olimpijczyk. W czasie swojej kariery reprezentował Republikę Federalną Niemiec.

## Życiorys
Jego rodzicami są znani lekkoatleci Karl-Friedrich Haas (medalista olimpijski z 1952 i 1956 w sprincie) i Maria Haas (medalistka mistrzostw Europy w 1954 w pięcioboju).
Zdobył srebrny medal w biegu na 60 metrów na halowych mistrzostwach Europy w 1980 w Sindelfingen, przegrywając jedynie z Marianem Woroninem z Polski, a wyprzedzając Aleksandra Aksinina ze Związku Radzieckiego. Na halowych mistrzostwach Europy w 1982 w Mediolanie zajął w tej konkurencji 5. miejsce.
Zdobył brązowy medal w sztafecie 4 × 100 metrów (w składzie: Christian Zirkelbach, Haas, Peter Klein i Erwin Skamrahl) oraz odpadł w półfinale biegu na 100 metrów na mistrzostwach Europy w 1982 w Atenach. Na halowych mistrzostwach Europy w 1983 w Budapeszcie ponownie wywalczył srebrny medal w biegu na 60 metrów, za Stefano Tillim z Włoch, a przez Walentinem Atanasowem z Bułgarii. Zajął 6. miejsce w finale biegu na 100 metrów i 5. miejsce w sztafecie 4 × 100 metrów na mistrzostwach świata w 1983 w Helsinkach.
Zwyciężył w biegu na 60 metrów na halowych mistrzostwach Europy w 1984 w Göteborgu, wyprzedzając Antonio Ullo z Włoch i Ronalda Desruellesa z Belgii. Na igrzyskach olimpijskich w 1984 w Los Angeles odpadł w półfinale biegu na 100 metrów, a na halowych mistrzostwach Europy w 1985 w Pireusie w półfinale biegu na 60 metrów.
Odpadł w półfinale biegu na 100 metrów na mistrzostwach Europy w 1986 w Stuttgarcie oraz w półfinale biegu na 60 metrów na halowych mistrzostwach Europy w 1987 w Liévin. Na halowych mistrzostwach świata w 1987 w Indianapolis zajął 6. miejsce w finale biegu na 60 metrów. Zajął 4. miejsce w sztafecie 4 × 100 metrów oraz odpadł w półfinale biegu na 100 metrów i ćwierćfinale biegu na 200 metrów na mistrzostwach świata w 1987 w Rzymie. Na igrzyskach olimpijskich w 1988 w Seulu zajął 6. miejsce w sztafecie 4 × 100 metrów oraz odpadł w ćwierćfinale biegu na 100 metrów.
Haas był mistrzem RFN w biegu na 100 metrów w latach 1980–1983 i 1985–1987, a w biegu na 200 metrów mistrzem w 1980 i 1987, wicemistrzem w 1983, 1985 i 1986 oraz brązowym medalistą w 1981. Był również mistrzem RFN w sztafecie 4 × 100 metrów w 1983. W hali Haas był mistrzem swego kraju w biegu na 60 metrów w latach 1981–1988 oraz wicemistrzem na tym dystansie w 1980.
Dwukrotnie poprawiał rekord RFN w biegu na 100 metrów do czasu 10,16 s, osiągniętego 24 czerwca 1983 w Bremie, zaś sześciokrotnie w sztafecie 4 × 100 metrów do wyniku 38,54 s, uzyskanego 28 sierpnia 1988 w Koblencji.
Rekord życiowy Haasa w biegu na 200 metrów wynosił 20,46 s (uzyskany 36 czerwca 1983 w Bremie).